# Szerelem utolsó vérig (film, 2002)
A Szerelem utolsó vérig 2001-ben forgatott, és 2002-ben bemutatott magyar–olasz film, melyet Dobray György rendezett. A Szerelem trilógia harmadik, egyben befejező része.
A vegyes kritikai fogadtatású filmben fellelhetőek ritkaságnak számító felvételek két korabeli budapesti szórakozóhelyről: az egykori Home Club-ból, illetve a Medúza klubból.[forrás?]

## Cselekmény
Füge Budapesten él egy 18 éves lánnyal Ninával, van egy Fanny nevű gyereke valamelyik egynapos kapcsolatából. Egyik nap főnöke megbízza, hogy utazzon le Szegedre és kössön üzletet az ottani maffiavezérrel. Füge leutazik, de a vonaton összetalálkozik régi szerelmével Ágotával, aki Olaszországban ment férjhez egy rendőrhöz. Ágota Fügével marad, hátha valami kalandban lehet része. A kalandot meg is kapja, mert belekeveredik Füge maffiás ügyeibe, amelyekben éppen Ágota férje nyomoz, Ágota egyik rokona, a kétbalkezes Lajos bá' segítségével.

## Szereplők
- Berencsi Attila ('Füge' Fügedi Ferenc)
- Szilágyi Mariann (Farkas Ágota)
- Kamarás Iván (Dandy)
- Molnár Júlia (Nina)
- Pillár Napsugár (Fanny, Füge kislánya)
- Kovács Lajos (Lajos bá')
- Ujlaki Dénes (Füge apja)
- Pietro Ragusa (Giorgio)
- Jászai Joli (Gizike néni, Ágota nagyanyja)
- Kállay Ilona (Ágota anyja)
- Uhrin Benedek (Pethő Dezsőke)
- Csuja Imre (Góré)
- Vajdai Vilmos (fotós)
- Király Linda (énekes lány)
- Bogdán András (nyomozó)